# Craig Thomson (football)
Pour les articles homonymes, voir Thomson et Craig Thomson.
Craig Thomson, né le 17 avril 1991 à Édimbourg, est un footballeur écossais.

## Biographie
Le 4 juillet 2017, il rejoint Edinburgh City.

## Statistiques
| Saison      | Club                | Pays | Division                | Championnat        | Coupes d'Europe | Coupes nationales | Sélection |
| ----------- | ------------------- | ---- | ----------------------- | ------------------ | --------------- | ----------------- | --------- |
| 2009 - 2010 | Heart of Midlothian |      | Scottish Premier League | 21 matchs          |                 | 2 matchs          |           |
| 2010 - 2011 | Heart of Midlothian |      | Scottish Premier League | 22 matchs / 1 but  |                 | 2 matchs          |           |
| 2011        | FBK Kaunas          |      | A Lyga                  | 12 matchs / 5 buts |                 | -                 |           |
| 2012        | Sūduva Marijampolė  |      | A Lyga                  | 16 matchs / 3 buts |                 | 2 matchs / 1 but  |           |
| 2012 - 2013 | Heart of Midlothian |      | Scottish Premier League | -                  |                 | -                 |           |

## Palmarès

### Distinctions personnelles
- Membre de l'équipe-type de Scottish League Two en 2019